# Аеродром Јекатеринбург
Међународни аеродром Јекатеринбург - Кољцово (рус. Аэропорт Кольцово) (IATA: SVX, ICAO: USSS) је аеродром федералног значаја   у граду Јекатеринбургу у Свердловској области у Руској Федерацији. Како је највећи аеродром у Свердловској области, Кољцову такође гравитирају и оближњи градови као што су Арамиљ, Сисерт и Пољевској. Аеродром се налази на  7. месту у земљи по промету путника (6,2 милиона путника). Аеродром је база авиокомпанија Ural Airlines, RusLine као и авиокомпаније Aviacon Zitotrans. Због своје локације у центру Русије, аеродром Јекатеринбург је уврштен на листу "Приоритетних аеродрома" руске Федералне агенције за ваздушни саобраћај (Росавиациа). Кољцово је члан Међународног савета за аеродроме (ACI).

## Положај
Међународни аеродром Јекатеринбург - Кољцово се налази у истоименом насељу, удаљеном 16 км југоисточно од Јекатеринбурга и 9 км северно од града Арамиља.

## Историја

### 1928–1945
Првобитни аеродром у  Кољцову је изграђен у периоду између 1928-1930, по захтеву Института за ваздухопловство СССР-а . Аеродром је првенствено саграђен као војни аеродром . 33. ваздушна дивизија, која је претходно припадала Приволшском војном округу, 1932. године  пребачена је на аеродром Кољцово. Дивизија је касније прекомандована на границу са Финском током зимског рата . Дан након што је нацистичка Немачка објавила рат СССР-у, почела је изградња полетно-слетне стазе дужине 1  km, а полетно-слетна стаза је завршена за три месеца, што је било  рекордно у то време. 
15. маја 1942, први млазни авион СССР-а, БИ-1, свој први лет је  обавио са аеродрома  Кољцово. Шест експерименталних летова је извршено на БИ-1, да би током  7. лета, пилот није изгубио контролу над авионом и авион се срушио, што је резултирало смрћу пилота. Данас се споменик у част авиона БИ-1 и погинулог пилота (реплика млазног авиона БИ-1) налази на тргу испред аеродрома.
Први путнички унутрашњи летови су отпочели 10. јула 1943. тако да је  Кољцово  први аеродром у СССР-у који је истовремено  имао цивилни и војни статус. Летови из Јекатеринбурга до Москве вршили су се свакодневно. У децембру 1943, на повратку из Техерана, амерички председник Франклин Д. Роосевелт боравио је и преноћио  на аеродрому Кољцово. За време Другог светског рата, аеродром је био база на рути између Фербанкса (Аљаска) и Москве, по којој су авиони Даглас C-47 увежени у СССР. До јануара 1944. године Кољцово је имало  четири летелице, које му је, за домаће летове, додијелило Министарство цивилне авијације СССР-а : два Лисунов Ли-2 и два Јункера. Након предаје нацистичке Немачке, Кољцово је коришћено као база  за премештање војних авиона на Пацифички фронт за борбу против Јапанског царства . За све време, између 1943-1945. године, није забележена ни једна авионска несрећа.

### 1945–1991
1951. године аеродром је извршио реконструкцију. Почетком 1950-их летови из Москве за Пекинг, слетали  су у  Кољцово. Лет од  Кољцова до Пекинга уједно је био и први међународни лет  са аеродрома . 1954. изграђен нови терминал. 1956. године су све полетно-слетне стазе проширене и ојачане бетонским подлогама. Ово је омогућило да већи авиона, попут Ту-104 и ИЛ-18, слећу на  Кољцово. 1958. године изграђен је хотел у близини терминала са 100 соба, да би већ  1961. године банкротирао, а затим бива и срушен. 
1963. године изграђен је нови хотел  са 3 звездице  и са 235 соба. Нови терминал отвара се  1. јануара 1967. године  и користи се  за унутрашње летове. Овај терминал је био двоструко већи од предходног терминала и имао је капацитет путничког саобраћаја од 1.500.000 путника годишње и могао је да подржи 700 особа / сат. Данас су нови терминали А и Б на месту где се налазио овај терминал из 1967. године.
1983. године изграђен је долазни терминал. 6. марта 1987, завршена је изградња друге полетно-слетне стазе. Октобра 1993. године  Кољцово је добио међународни статус.

### 2003 - данас
2003. године започета је имплементација програма развоја аеродрома као чворишта уз подршку Министарства саобраћаја Руске Федерације, Владе Свердловска и Ренова групе. Обим улагање у обнову  Кољцова за период 2003–2009. године, процењено је на око 12 000 000 000 рубаља.  2005. године отворен је и нови угоститељски објекат, као и међународни терминал.
Првоизграђени терминал  Кољцово претворен је, 2006. године у пословни терминал и подвргнут је комплетној обнови. Следеће године завршена је изградња домаћег терминала поред постојећег  међународног терминала. Железничка станица  брзог воза је завршена 2008. године и пуштена линија  од центра Јекатеринбурга до  Кољцова. Дана 14. јуна 2009. године, Кољцово је прихватило свој први џамбо џет: Боинг 747 Ер Чајна са кинеском делегацијом. 15. јуна 2009. године међународни терминал поново је проширен за потребе самита БРИКС-а и свечано га отвара председник Руске Федерације Дмитриј Медведев . Поред тога, 2009. године пуштен је у експлоатацију хотел Ангело са 4 звездице и нови контролни торањ као и фиксна полетно-слетна стаза. То је омогућило аеродрому да прихвата све врсте тешких летелица, укључујући Ербас А380, Ербас А320, Боинг 737, Боинг 747 и Ербас A330 .
24. јула 2012. године, аеродром је отворио нови теретни терминал укупне површине 19.185 м².

## Инфраструктура

### Терминали
Градња Терминала А је завршена 2007 и тада се користио само за одлазак и долазак за домаће летове. Терминал је био 19.600 м² и имао је капацитет 1.000 особа / сат. Касније је Терминалу А придружен међународни терминал, чиме је укупна површина терминала била 35.000 м² и капацитет 1.600 особа / сат.
Терминал Б је првобитно завршен у 2005. години, и имао је  укупну површину 15.400 м² и капацитет 600 особа / сат. Од 15. јуна 2009. године, већи међународни терминал површине 45 000 м², чија је изградња завршена за време одржавања самита БРИКС, је  преузео улогу Терминала Б. Сада Терминал Б има капацитет 1600 путника / сат. Терминал има  2 спрата и физички је повезан са терминалом А.
Осим тога, постоји и пословни терминал, иначе познат као ВИП терминал. Овај терминал је смештен згради првог терминала (изграђеног 1954. године). Укупна површина ВИП терминала је 9.800 м².

### Полетно-слетне стазе
Аеродром има две полетно-слетне стазе. Полетно-слетна стаза 1 је димензија 3004х45 м док је полетно-слетна стаза 2 3026х53 м. Обе полетно-слетне стазе задовољавају ICAO  категорије  I. Обе полетно-слетне стазе су такође опремљене системима  за осветљење OVI-1 и способне су да прихватају авионе било које величине по било ком времена.

## Авио-компаније и дестинације

### Путнички саобраћај
| Airlines             | Destinations |
| -------------------- | --- |
| Аерофлот             | Краснојарск, Москва-Шереметјево |
| Air Astana           | Нур Султан |
| Алроса               | Мирни |
| Avia Traffic Company | Ош |
| Azimuth              | Ростов на Дону (од 17. април 2020.) |
| Azur Air             | сезонски чартер: Анталија, Кам Ран, Банкок-Суварнабуми, Ла Романа |
| flydubai             | Дубаи–Интернационал |
| Gazpromavia          | сезонски чартер: Белојарски, Москва– Внуково, Нови Уренгој |
| ИрАеро               | Саратов, Симферопољ |
| NordStar             | Краснојарск, Норилск, Омск, Ростов на Дону |
| Nordwind Airlines    | Москва-Шереметјево |
| Победа               | Краснодар, Москва – Внуково, Новосибирск, Санкт Петербург, Сочи |
| Red Wings Airlines   | сезонски чартер: Анталија, Истанбул, Сочи |
| Росија               | Санкт Петербург, Сочи сезонски чартер: Анталија, Шарџа |
| Royal Flight         | сезонски чартер: Анталија |
| RusLine              | Архангелск, Белојарски, Горно-Алтајск, Калуга, Казањ, Краснојарск, Липецк, Надим, Нарјан-Мар, Нижњекамск, Минералније Води, Нови Уренгој, Нојабрск, Саранск, Сиктивкар, Тамбов, Томск, Самара |
| S7 Airlines          | Москва-Домодедово, Новосибирск |
| Somon Air            | Душанбе |
| Turkish Airlines     | Истанбул |
| Ural Airlines        | Алмати, Баку, Банкок–Суварнабуми, Пекинг– Дасинг, Бишкек, Благовјешченск, Дубаи, Душанбе, Харбин, Иркутск, Калињинград, Казањ, Хабаровск, Хучанд, Краснодар, Краснојарск, Аеродром Москва-Домодедово, Москва-Шереметјево, Минералније Води, Минхен, Наманган, Ош, Париз – Шарл де Гол, Праг, Рим-Фијумичино, Санкт Петербург, Симферопољ, Сочи, Ташкент, Тел Авив, Владивосток, Xi'an, Јереван сезонски: Анапа, Барселона, Бургас, Геленџик, Ираклион, Ларнака, Римини, Тиват (од 30. 5. 2020.) |
| Utair                | Ханти-Мансијск, Нижњевартовск, Самара, Сургут, Тјумењ, Уфа |
| UVT Aero             | Казањ, Новокузњецк |
| Uzbekistan Airways   | Ташкент |
| Yakutia Airlines     | Казањ, Јакутск |
| Yamal Airlines       | Надим, Нови Уренгој, Нојабрск, Самара, Тјумењ сезонски чартер: Солун (од 27. мај 2020.) |

### Теретни саобраћај
| Airlines                | Destinations                    |
| ----------------------- | ------------------------------- |
| AirBridgeCargo Airlines | Ченгду, Хонгконг, Шангај–Пудонг |
| MNG Airlines            | Истанбул–Ататурк                |

### Руте
| Ранк | Град            | Аеродром (а)                                    | Седмични одласци (Јул 2018) | Авио-компаније                                                          |
| 1.   | Москва          | Аеродром Шереметјево Домодедово, Москва-Внуково | 157                         | Аерофлот, Алроса, Nordwind Airlines, Победа, S7 Airlines, Ural Airlines |
| 2    | Санкт-Петербург | Санкт Петербург                                 | 31                          | Аерофлот, Nordwind Airlines, Победа, Ural Airlines                      |
| 3.   | Новосибирск     | Новосибирск                                     | 25                          | S7 Airlines, Ural Airlines, Yakutia Airlines, Јамал                     |
| 4.   | Сочи            | Сочи                                            | 23                          | Nordwind Airlines, Победа, Red Wings Airlines, Росија, Ural Airlines    |
| 5.   | Симферопољ      | Симферопољ                                      | 20                          | Nordwind Airlines, Росија, Ural Airlines                                |
| 6    | Анапа           | Анапа                                           | 13                          | Победа, Россииа, Ural Airlines                                          |
| 7.   | Самара          | Самара                                          | 11                          | Utair, Јамал                                                            |
| 8    | Тјумењ          | Тјумењ                                          | 11                          | Utair, Јамал                                                            |
| 9.   | Благовјешченск  | Благовјешченск                                  | 10                          | Ural Airlines                                                           |
| 10.  | Краснодар       | Краснодар                                       | 7                           | Победа, Ural Airlines                                                   |
| 11.  | Сургут          | Сургут                                          | 7                           | Utair                                                                   |
| 12.  | Уфа             | Уфа                                             | 6                           | Utair                                                                   |

## Статистика
У 2014. години на аеродрому Кољцово  путнички саобраћај је износио 4.526.167 путника, што је + 5,4% више него у 2013. години. Домаћи путнички саобраћај у 2014. години износио је 2.407.429 (+ 11.3%) путника; међународни путнички саобраћај  2.118.738 (-0.5%) путника. Кољцово је у 2014. години превезло 25.531 тону терета, што је -8,1% мање него предхоне године. Аеродром је превезао 3.600 тона поште, што је 250% више у односу на предходну годину. Зрачна лука је међу првих 7 најпрометнијих аеродрома у Русији .
| Година | Укупно путника | Путника промена | Домаћих   | Страних (укупно) | Страних (не-ЗНД) | ЗНД     | Авио слетања | Карго (тона) |
| ------ | -------------- | --------------- | --------- | ---------------- | ---------------- | ------- | ------------ | ------------ |
| 2000   | 930 251        | +2%             | 698 957   | 231 294          | 155 898          | 75 396  | 8 619        | 18 344       |
| 2001   | 1 028 295      | +10,5%          | 733 022   | 295 273          | 186 861          | 108 412 | 9 062        | 22 178       |
| 2002   | 1 182 815      | +15,0%          | 793 295   | 389 520          | 239 461          | 150 059 | 10 162       | 20 153       |
| 2003   | 1 335 757      | +12,9%          | 879 665   | 456 092          | 297 421          | 158 671 | 10 092       | 18 054       |
| 2004   | 1 553 628      | +16,3%          | 972 287   | 581 341          | 429 049          | 152 292 | 11 816       | 20 457       |
| 2005   | 1 566 792      | +0,8%           | 1 006 422 | 560 370          | 429 790          | 130 580 | 11 877       | 11 545       |
| 2006   | 1 764 948      | +12,7%          | 1 128 489 | 636 459          | 488 954          | 147 505 | 13 289       | 15 519       |
| 2007   | 2 345 097      | +32,9%          | 1 486 888 | 858 209          | 683 092          | 175 117 | 16 767       | 16 965       |
| 2008   | 2 529 395      | +7,8%           | 1 523 102 | 1 006 293        | 815 124          | 191 169 | 16 407       | 17 142       |
| 2009   | 2 169 136      | −14,2%          | 1 290 639 | 878 497          | 727 718          | 150 779 | 13 798       | 13 585       |
| 2010   | 2 748 919      | +26,7%          | 1 529 245 | 1 219 674        | 1 017 509        | 202 165 | 15 989       | 22 946       |
| 2011   | 3 355 883      | +22,1%          | 1 856 948 | 1 498 935        | 1 184 771        | 314 164 | 20 142       | 24 890       |
| 2012   | 3 783 069      | +12.7%          | 1 934 016 | 1 849 053        | 1 448 765        | 439 668 | 21 728       | 25 866       |
| 2013   | 4 293 002      | +13.5%          | 2 180 227 | 2 112 775        |                  |         | 25 728       | 27 800       |
| 2014   | 4 526 167      | +5.4%           | 2 407 429 | 2 118 738        |                  |         | 24 165       | 25 356       |
| 2015   | 4 247 541      | −6.2%           | 2 745 236 | 1 502 235        |                  |         | 22 435       | 22 631       |
| 2016   | 4 300 732      | +1.3%           | 3 148 414 | 1 152 318        |                  |         | 22 381       | 24 451       |
| 2017   | 5 403 885      | +25.7%          | 3 484 889 | 1 918 996        |                  |         | 25 007       | 24 487       |
| 2018   | 6 103 049      | +12.9%          | 4 022 991 | 2 080 058        |                  |         |              |              |

Референца:

## Приступ аеродрому

### Железнички саобраћај
Могуће је железницом доћи из/до Јекатеринбурга. Електрични воз  саобраћа два пута дневно у сваком правцу и време путовања је 41 минут. До 2010. године саобраћали су брзи возови, међутим, због малог броја путника се прешло на обичне приградске линије.

### Путнички саобраћај
Редовни путнички саобраћај између Јекатеринбурга и аеродрома врши се аутобусима број 1 (са железничке станице) и бр. 29 (из села Исток), као и минибусима бр. 01 (са железничке станице, експрес) и број 039 (од Уралског федералног универзитета). Радно време јавног превоза од 05 до 00 сати, док  рута број 01, вози сваки сат.
Постоје редовне директне аутобуске линије од аеродромске аутобуске станице  до градова Чељабинск, Нижњи Тагил, Серов, Краснотуринск, Каменск-Уралски, Озјорск, Курган, Магнитогорск.
Између аеродрома и Јекатеринбурга главна путна комуникација се одвија дуж ауто-пута Новоколтсов, дужине 11 км. Ширина пута је 8 трака, по 4 траке у сваком правцу.

## Несреће и инциденти
- 30. децембра 1949. године у околини Свердловска, 8,5 км југоисточно од аеродрома Кољцово, транспортни авион Ли-2  срушио се на лету Москва-Владивосток. 3 особе су погинуле [45].
- Погибија  хокејашког тима  у авиону Даглас C-47  5. јануара 1950.[46][47].
- 11. августа 1950. године у околини Свердловска, 3 км источно од аеродрома Кољцово, срушио се ИЛ-12  летећи на релацији Хабаровск - Москва. Две особе су погинуле.[48].
- 11. октобра 1951., 18 км јужно од града Богдановича у Свердловској области, авион Ли-2   срушио се на лету Адлер - Свердловск. Погинула је једна особа.[49].
- 12. новембра 1954., приликом полетања са аеродрома Кољцово, током лета Лењинград - Новосибирск срушио се авион Ли-2. Погинуло је 6 људи. Узрок катастрофе је била  грешка посаде.[50].
- 9. децембра 1955, у близини станице Омутинскаја у Тјумењској области, казахстански  Ли-2  се срушио током лета Москва-Уст-Каменогорск. Погинуло је 7 људи. Због грешке посаде, авион је изгубио оријентацију.[51].
- 2. новембра 1956. године у близини аеродрома Кољцово, авион Ли-2 Свердловске аеро групе срушио се на лету Москва-Омск. Погинула су 2 члана посаде.[52].
- 15. јануара 1960. године у близини села Дидино, Свердловска област, Ли-2 Уралске здружене ваздушне групе срушио се на техничком лету Свердловск - Москва. Погинула је једна  особа. Узрок катастрофе је био квар мотора.[53].
- 27. априла 1960. године током тренажног лета срушио се ИЛ-18. Летилица је више пута ударила о полетно-слетну стазу при слетању тако да је дошло је до пожара у којем је  авион изгорио. Механичар је смртно настрадао.[54].
- 1. маја 1960. године, у близини аеродрома Кољцово, након поготка ваздухопловне ракете, срушио се авион америчког ратног ваздухопловства Lockheed U-2, вршећи извиђачки лет преко територије СССР-а.
- 16. марта 1961. године, недуго након полетања, 9 km северозападно од аеродрома, срушио се Ту-104 Западно-сибирске територијалне управе цивилне ваздушне флоте, на лету Хабаровск-Лењинград са успутним слетањем у Свердловск. Након полетања на надморској висини од 130-150 м, отказао је десни мотор, да би, због људске грешке, и леви мотор био случајно искључио. Због недовољне висине за покретање мотора, пилот је одлучио да слети на залеђено  језера. Авион је слетио на лед великом брзином при чему је погинуло  7 људи, укључујући пилоте. 16 особа није било повређено док су остали задобили разне повреде [55].
- 8. јула 1961. године у околини села Соснови Бор, Свердловска област, срушио се украјински Ил-14 на лету Кијев-Свердловск. Настрадало је 9 људи. Због грешке посаде, авион је био довољном натанкован горивом и извршио је хитно слетање у шуму[56].
- 16. новембра 1967. године, приликом полетања из Кољцова  авион ИЛ-18, на лету Свердловск - Ташкент, се срушио из непознатих разлога. Погинуло је 107 особа (99 путника и 8 чланова посаде)[57].
- 30. септембра 1973., 10 км југозападно од аеродрома, у близини села Рудниј, срушио се Ту-104 на лету  Свердловск - Владивосток.[58]. Погинуло је  108 људи.
- 10. октобра 1975, приликом полетања из Кољцова, авион Ан-8 који је припадао Министарству ваздухопловне индустрије СССР-а срушио. Узрок пада је  пожар мотора[59].
- 7. октобра 1978., приликом полетања из Кољцова, Јак-40, на лету за Џамбул, срушио се због квара мотора. 38 људи је настрадало.[60].
- 25. септембра 1984. године, током полетања из Кољцова дошло је до квара мотора  Ан-24  на лету за Кемерово. 1 особа је погинула а  још 3 су повређене[61].
- 20. октобра 1986, приликом слетања на аеродром Кујбишев, Курумоч, срушио се Ту-134 на лету  Свердловск - Грозни. Погинуло је 66 путника и 4 члана посаде. Узрок катастрофе је било грубо кршење сигурносних правила од стране посаде[62].
- 14. септембра 1990., 1,7 km западно од аеродрома, срушио се авион Јак-42 из Волгограда, 4 особе су погинуле. Узрок катастрофе биле су велике грешке посаде [63].
- 4. јула 2001. године, у близини села Бурдаковка, Иркутска област, авион Ту-154 авиокомпаније Владивосток срушио се током лета лета Јекатеринбург - Владивосток. 145 људи је погинуло. Узрок је био људски фактор[64].